# تشارلز تومسون (صحفي الموسيقى)
تشارلز تومسون (بالإنجليزية: Charles Thomson)‏ هو صحفي الموسيقى بريطاني، ولد في 18 أبريل 1988 في المملكة المتحدة.